# Hanauer Krawalle

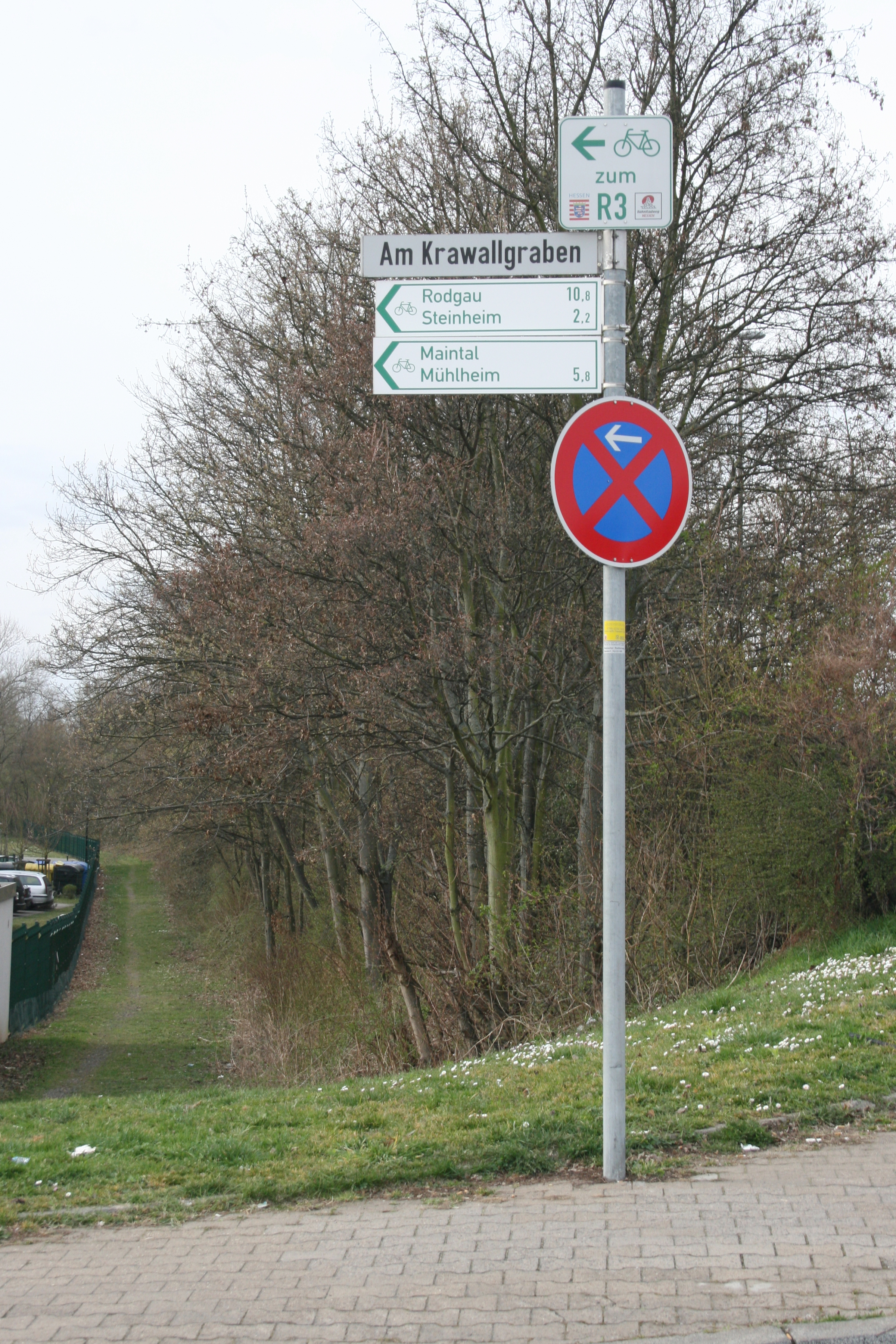
Straßenschild 2011.

Die Hanauer Krawalle waren politische Unruhen  im damals zum Kurfürstentum Hessen gehörenden Hanau.
Im Zuge der Julirevolution von 1830 revoltierte das Bürgertum am 24. September in Hanau gegen die neoabsolutistische Staatsform und die verfehlte Zoll- und Wirtschaftspolitik des Kurfürsten Wilhelm II. In der nächsten Welle der Revolution im November erhob sich die proletarische Unterschicht wegen steigender Lebensmittelpreise und wurde nunmehr von der Bürgergarde bekämpft. In Hanau wurden kleine, einteilige Brötchen noch lange umgangssprachlich als Krawallcher bezeichnet.
Um Unruhestifter zu beschäftigen und damit von revolutionärem Treiben fernzuhalten, wurde als öffentliches Beschäftigungsprojekt für die Hanauer Krawaller die Entwässerung des vor den Toren der Stadt gelegenen Sumpfgebietes Großes Rohr initiiert. Der dazu erforderliche Entwässerungsgraben vom Sumpfgebiet zum Main kostete 8.000 Gulden. Er wurde (zunächst nicht offiziell) „Krawallgraben“ genannt, was sich in der später eingeführten und noch heute bestehenden Straßenbezeichnung Am Krawallgraben widerspiegelt. Der Graben bildete die Gemarkungsgrenze zwischen Hanau und Großauheim.
1859 wurde der Graben weiter ausgebaut. Vielleicht wurde er damals bereits unter die Erde verlegt. Der inzwischen funktionslose Kanal nahm 1953 über 2,3 km ein Hochspannungskabel zum neuen Umspannwerk Hanau-Ost auf. Die nach dem Graben benannte Straße erschließt heute ein Wohngebiet zwischen dem Hanauer Hauptbahnhof und einem an den Mainhafen Hanau angrenzenden Industriegebiet.

## Literatur

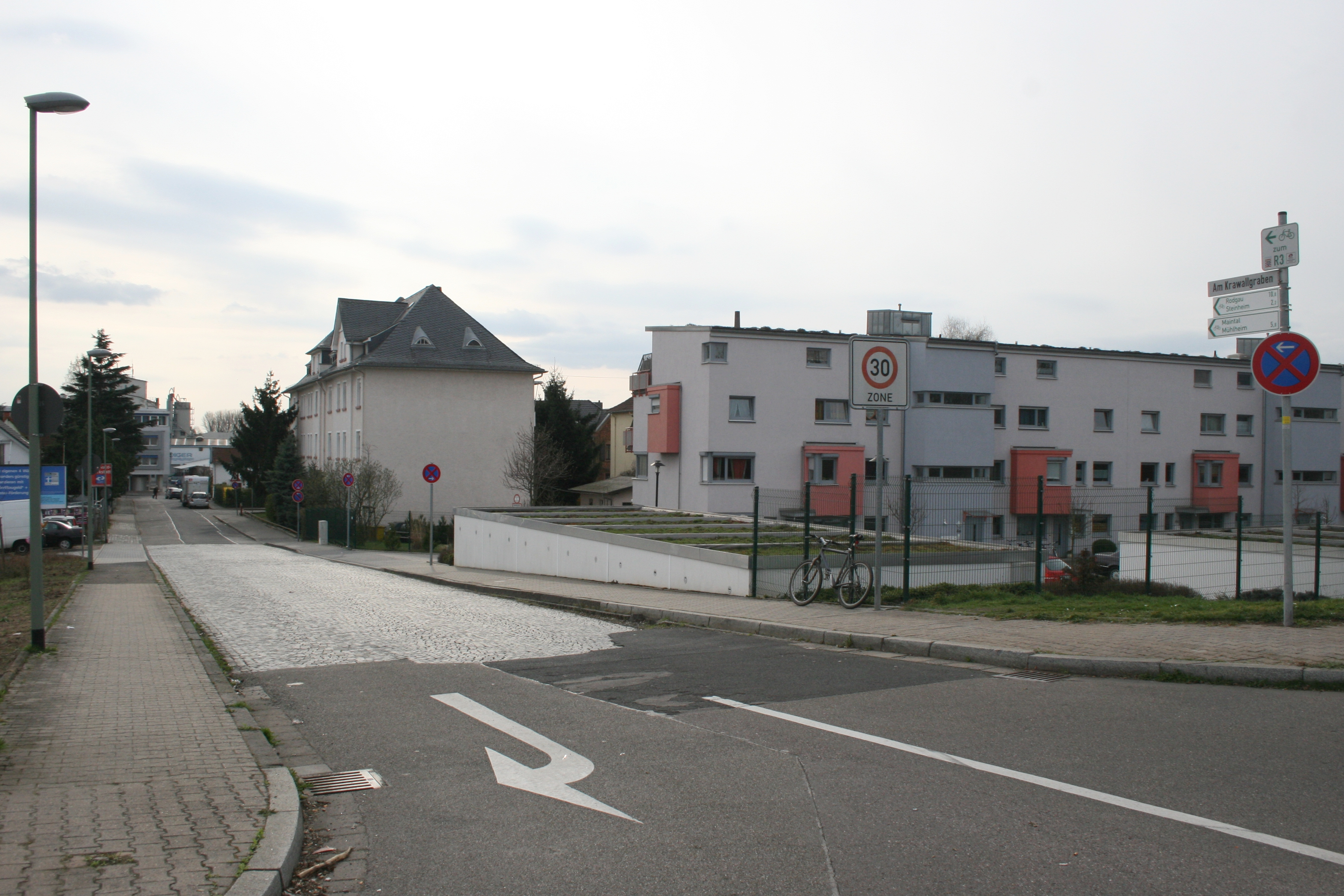
Straße „Am Krawallgraben“ 2011, Blick von Norden.